# Summa cum laude
| Note            | Bedeutung        |
| --------------- | ---------------- |
| summa cum laude | mit höchstem Lob |
| magna cum laude | mit großem Lob   |
| cum laude       | mit Lob          |
| satis bene      | genügend         |
| rite            | ausreichend      |
| insufficienter  | ungenügend       |

Die lateinische Bezeichnung summa cum laude (deutsch mit höchstem Lob) ist üblicherweise die höchste Auszeichnungsstufe einer Dissertation in deutschsprachigen Ländern.
In anderen Ländern wird sie teilweise auch für andere akademische Abschlüsse (z. B. Bachelor of Arts) verwendet.

## Häufigkeit
Die Verteilung von Promotionsnoten unterscheidet sich sehr stark zwischen den Hochschulen und Fächern. An der Universität Heidelberg wurden zwischen 2016 und 2018 48 % der Doktorarbeiten in der Germanistik mit summa cum laude bewertet, während nur 2 % aus der Zahnmedizin diese Bestnote erhielten. Die Aussagekraft solcher Vergleiche ist allerdings aufgrund der großen Unterschiede in Hinblick auf die absolute Zahl der Promotionen und angesichts sehr verschiedener Fachkulturen begrenzt. Seit 2010 ist die Zahl der Summa-Promotionen signifikant gestiegen. Während dies von vielen Beobachtern als Zeichen einer Notenentwertung gesehen wird, weisen andere darauf hin, dass in bestimmten Fächern bereits bei der Auswahl der Promotionswilligen eine weitaus strengere Auslese vorgenommen werde als in anderen, was die besseren Ergebnisse derjenigen erkläre, die eine Dissertation anfertigen.
An der TU München wurde bereits 2012 eine Promotionsordnung erlassen, nach der Promotionen, wie auch im angelsächsischen System üblich, lediglich mit „Bestanden“ oder „Nicht bestanden“ zu bewerten sind. Nur unter besonderen Voraussetzungen kann davon abweichend das Prädikat Summa cum laude verliehen werden, eine weitere Abstufung erfolgt nicht mehr. Als Folge sank der Anteil der mit Summa cum laude bewerteten Arbeiten stark, etwa in der Mathematik von 39 % auf 7 %.
Die genaue Verteilung der Summa-cum-laude-Bewertungen lässt sich auf dem Portal des Deutschen Zentrums für Hochschul- und Wissenschaftsforschung (DZHW) nachvollziehen.

## Relevanz
Aufgrund der teils als inflationär wahrgenommenen Bewertungen von Doktorarbeiten benutzen Arbeitgeber oftmals weiterführende Auswahlverfahren für die Einschätzung eines Bewerbers. Für eine Karriere in der Wissenschaft fordert das jeweilige Landeshochschulgesetz u. U. eine „qualifizierte Promotion“: So setzt das Land Baden-Württemberg eine qualifizierte Promotion als Teilvoraussetzung für eine Tätigkeit als Akademischer Rat voraus.